# Grand Prix automobile du Texas
Ne pas confondre avec le Grand Prix automobile d'Austin disputé sur le Circuit des Amériques.
GP précédent GP suivant
Le 600 km PPG (PPG 375 (miles)) est une épreuve de course automobile disputée sur le Texas Motor Speedway (Fort Worth, Texas) dans le cadre du Championnat IndyCar depuis 1947.

## Historique
Le 7 juin 1997, le Grand Prix fait sa première apparition au calendrier de l'Indy Racing League, compétition créée en 1996 et un imbroglio se produit à l'arrivée. En raison d'une erreur du tableau d'affichage, Billy Boat est déclaré vainqueur. Mais après une réclamation d'Arie Luyendyk, ce dernier est finalement crédité, à juste titre, de la victoire.
De 1998 à 2004, le circuit accueille deux épreuves par saison, une en été et l'autre à l'automne (Fall race) sous le nom de « Texas II ». A chaque fois, il s'agit de la dernière épreuve de la saison.
En 2003, lors de la Fall race, le pilote suédois Kenny Bräck est victime d'un accident et subit le plus gros impact de l'histoire de l'Indycar : 214G,.
En 2005, Tomas Scheckter réalise la pole position et remporte la course en ayant mené 119 des 200 tours. Il s'impose de seulement 0.0534 devant Sam Hornish (ce qui constitue alors la dixième arrivée la plus serrée en Indycar) et signe sa deuxième victoire dans cette discipline, la première datant du 20 juillet 2002.
En 2006, Helio Castroneves s'impose en prenant la tête à sept tours de la fin, signant sa troisième victoire de la saison en six courses. Leader pendant 171 tours (sur 200), Dan Wheldon a tout perdu à dix-sept tours de la fin, lors d'un arrêt aux stands beaucoup trop long.
En 2011, deux épreuves sont organisées le même jour, à la date du 11 juin.
En 2016, la course est prévue le samedi 11 juin mais est reportée au lendemain en raison de fortes pluies. Le dimanche 12 juin, la course est arrêtée après 72 tours, à cause de la pluie et l'épreuve est reportée au 27 août. Le 27 août, l'Américain Graham Rahal (Rahal Letterman Lanigan) remporte la course en devançant de seulement de huit millièmes de seconde le Canadien James Hinchcliffe (Schmidt Peterson), ce qui constitue le plus petit écart de l'histoire du circuit, et le cinquième de toute l'histoire de l'IndyCar,.
En 2018, Scott Dixon remporte l'épreuve et devient par la même occasion le troisième pilote le plus victorieux en IndyCar avec 43 succès.
En 2019, Josef Newgarden s'impose et le top 5 est entièrement constitué de pilotes américains ce qui n'était plus arrivé en Indycar depuis l'épreuve de Gateway le 26 août 2001,.
L'édition 2020 ouvre la saison et est raccourcie à 200 tours (au lieu des 248 habituels) et se déroule à huis clos, sans aucun spectateur, en raison de la pandémie de coronavirus,. L'épreuve est dominée par Scott Dixon.

## Dénomination de l'épreuve
| Année             | Nom                         |
| 1997–1998         | True Value 500              |
| 1999              | Longhorn 500                |
| 2000-2001         | Casino Magic 500            |
| 2002              | Boomtown 500                |
| 2003-2004         | Bombardier 500              |
| 2005-2006         | Bombardier Learjet 500      |
| 2007–2009         | Bombardier Learjet 550      |
| 2010, 2012-2013   | Firestone 550               |
| 2011              | Firestone Twin 275s         |
| 2014-2016         | Firestone 600               |
| 2017              | Rainguard Water Sealers 600 |
| 2018-2019         | DXC Technologies 600        |
| 2020              | Genesys 300                 |
| 2021              | Genesys 300 Xpel 375        |
| 2022              | Xpel 375                    |
| 2023              | PPG 375                     |
| Courses d'automne |                             |
| 1998              | Lone Star 500               |
| 1999              | Mall.com 500                |
| 2000              | Excite 500                  |
| 2011-2004         | Chevy 500                   |

## Palmarès
| Année     | Vainqueur         | Voiture              | Championnat | Résultats |           |
| 1947      | Ted Horn          | Horn-Offenhauser     | AAA         | Résultats |           |
| 1948      | Ted Horn          | Horn-Offenhauser     | AAA         | Résultats |           |
| 1949      | Johnnie Parsons   | Kurtis-Offenhauser   | AAA         | Résultats |           |
| 1950      | Duane Carter      |                      | AAA         | Résultats |           |
| 1951–1972 | Non couru         | Non couru            | Non couru   | Non couru | Non couru |
| 1973      | Al Unser          | Parnelli-Offenhauser | USAC        | Résultats |           |
| 1973      | Gary Bettenhausen | McLaren-Offenhauser  | USAC        | Résultats |           |
| 1974–1975 | Non couru         | Non couru            | Non couru   | Non couru | Non couru |
| 1976      | A. J. Foyt        | Coyote-Foyt          | USAC        | Résultats |           |
| 1977      | Tom Sneva         | McLaren-Cosworth     | USAC        | Résultats |           |
| 1978      | A. J. Foyt        | Coyote-Foyt          | USAC        | Résultats |           |
| 1979      | A. J. Foyt        | Parnelli-Cosworth    | USAC        | Résultats |           |
| 1980–1996 | Non couru         | Non couru            | Non couru   | Non couru | Non couru |

### Palmarès en Indycar Series
| Année   | Date            | Pilote            | Écurie                         | Châssis | Moteur     | Distance | Distance | Temps           | Vitesse moyenne (km/h) | Résultats |
| Année   | Date            | Pilote            | Écurie                         | Châssis | Moteur     | Tours    | km       | Temps           | Vitesse moyenne (km/h) | Résultats |
| 1996–97 | 7 juin 1997     | Arie Luyendyk     | Treadway Racing                | G-Force | Oldsmobile | 208      | 502      | 2 h 19 min 48 s | 215,496                | Résultats |
| 1998    | 6 juin          | Billy Boat        | A.J. Foyt Enterprises          | Dallara | Oldsmobile | 208      | 502      | 2 h 08 min 46 s | 233,979                | Résultats |
| 1998    | 20 septembre    | John Paul Jr.     | Byrd/Cunningham Racing         | G-Force | Oldsmobile | 208      | 502      | 2 h 21 min 53 s | 212,322                | Résultats |
| 1999    | 12 juin         | Scott Goodyear    | Panther Racing                 | G-Force | Oldsmobile | 208      | 502      | 2 h 00 min 06 s | 241,513                | Résultats |
| 1999    | 17 octobre      | Mark Dismore      | Kelley Racing                  | Dallara | Oldsmobile | 208      | 502      | 2 h 14 min 16 s | 217,657                | Résultats |
| 2000    | 11 juin         | Scott Sharp       | Kelley Racing                  | Dallara | Oldsmobile | 208      | 502      | 1 h 47 min 20 s | 272,272                | Résultats |
| 2000    | 15 octobre      | Scott Goodyear    | Panther Racing                 | Dallara | Oldsmobile | 208      | 502      | 1 h 43 min 36 s | 282,079                | Résultats |
| 2001    | 9 juin          | Scott Sharp       | Kelley Racing                  | Dallara | Oldsmobile | 200      | 483      | 1 h 55 min 44 s | 242,807                | Résultats |
| 2001    | 6 octobre       | Sam Hornish Jr.   | Panther Racing                 | Dallara | Oldsmobile | 200      | 483      | 1 h 43 min 36 s | 271,211                | Résultats |
| 2002    | 8 juin          | Jeff Ward         | Chip Ganassi Racing            | G-Force | Chevrolet  | 200      | 483      | 1 h 45 min 50 s | 265,516                | Résultats |
| 2002    | 15 septembre    | Sam Hornish Jr.   | Panther Racing                 | Dallara | Chevrolet  | 200      | 483      | 1 h 46 min 29 s | 263,902                | Résultats |
| 2003    | 7 juin          | Al Unser Jr.      | Kelley Racing                  | Dallara | Toyota     | 200      | 483      | 1 h 43 min 48 s | 270,713                | Résultats |
| 2003    | 13 octobre      | Gil de Ferran     | Team Penske                    | Dallara | Toyota     | 195      | 470,7    | 1 h 48 min 56 s | 251,489                | Résultats |
| 2004    | 12 juin         | Tony Kanaan       | Andretti Green Racing          | Dallara | Honda      | 200      | 483      | 1 h 53 min 24 s | 247,783                | Résultats |
| 2004    | 17 octobre      | Hélio Castroneves | Team Penske                    | Dallara | Toyota     | 200      | 483      | 1 h 49 min 32 s | 256,525                | Résultats |
| 2005    | 11 juin         | Tomas Scheckter   | Panther Racing                 | Dallara | Chevrolet  | 200      | 483      | 1 h 45 min 47 s | 265,617                | Résultats |
| 2006    | 10 juin         | Hélio Castroneves | Team Penske                    | Dallara | Honda      | 200      | 483      | 1 h 34 min 01 s | 298,871                | Résultats |
| 2007    | 9 juin          | Sam Hornish Jr.   | Team Penske                    | Dallara | Honda      | 228      | 550      | 1 h 52 min 15 s | 285,359                | Résultats |
| 2008    | 7 juin          | Scott Dixon       | Chip Ganassi Racing            | Dallara | Honda      | 228      | 550      | 2 h 04 min 36 s | 257,077                | Résultats |
| 2009    | 6 juin          | Hélio Castroneves | Team Penske                    | Dallara | Honda      | 228      | 550      | 1 h 55 min 16 s | 277,897                | Résultats |
| 2010    | 5 juin          | Ryan Briscoe      | Team Penske                    | Dallara | Honda      | 228      | 550      | 2 h 04 min 47 s | 256,703                | Résultats |
| 2011    | 11 juin         | Dario Franchitti  | Chip Ganassi Racing            | Dallara | Honda      | 114      | 275      | 0 h 54 min 47 s | 292,336                | Résultats |
| 2011    | 11 juin         | Will Power        | Team Penske                    | Dallara | Honda      | 114      | 275      | 0 h 48 min 09 s | 332,640                | Résultats |
| 2012    | 9 juin          | Justin Wilson     | Dale Coyne Racing              | Dallara | Honda      | 228      | 550      | 1 h 59 min 02 s | 269,110                | Résultats |
| 2013    | 8 juin          | Hélio Castroneves | Team Penske                    | Dallara | Chevrolet  | 228      | 550      | 1 h 52 min 17 s | 285,267                | Résultats |
| 2014    | 7 juin          | Ed Carpenter      | Ed Carpenter Racing            | Dallara | Chevrolet  | 248      | 599      | 2 h 01 min 26 s | 286,948                | Résultats |
| 2015    | 6 juin          | Scott Dixon       | Chip Ganassi Racing            | Dallara | Chevrolet  | 248      | 599      | 1 h 52 min 48 s | 308,897                | Résultats |
| 2016    | 12 juin 27 août | Graham Rahal      | Rahal Letterman Lanigan Racing | Dallara | Honda      | 248      | 599      | 2 h 29 min 25 s | 233,196                | Résultats |
| 2017    | 10 juin         | Will Power        | Team Penske                    | Dallara | Chevrolet  | 248      | 599      | 2 h 32 min 31 s | 226,098                | Résultats |
| 2018    | 9 juin          | Scott Dixon       | Chip Ganassi Racing            | Dallara | Honda      | 248      | 599      | 2 h 00 min 53 s | 285,256                | Résultats |
| 2019    | 8 juin          | Josef Newgarden   | Team Penske                    | Dallara | Chevrolet  | 248      | 599      | 1 h 55 min 09 s | 299,473                | Résultats |
| 2020    | 6 juin          | Scott Dixon       | Chip Ganassi Racing            | Dallara | Honda      | 200      | 483      | 1 h 38 min 37 s | 281,959                | Résultats |